# Roger Steinmann
Roger Steinmann (/ʁɔ.ʒe ʃtaɪ̯nman/), né le 6 novembre 1961 à Zurich, est un réalisateur, scénariste, producteur en ciné et theatre, ainsi qu'un entrepreneur.
Son film hollywoodien Illusion Infinity (alias Paradise), sorti en 2004 avec Dee Wallace, Mickey Rooney, Timothy Bottoms, Barbara Carrera, Martin Kove, Theresa Saldana, et Lilyan Chauvin, est le plus remarquable.
En 2018, Steinmann commence à filmer la farce comique PhonY en Suisse et en Thaïlande. Le segment à Los Angeles a dû être annulé en raison de la mort prématurée de l'acteur principal Burt Reynolds. Néanmoins, le tournage se poursuit. En décembre 2019, Elke Sommer, lauréate du Golden Globe, a accepté de participer.
Au printemps 2020, lors de l'arrêt mondial du cinéma provoqué par la pandémie de Covid-19, Steinmann se tourne à nouveau vers le théâtre : Il a créé la pièce originale à deux personnages sur la distanciation sociale, WIN=WIN, en allemand, et ainsi l'adaptée en anglais,.

## Début

### Enfance
Roger Steinmann est né dans une famille de classe moyenne. Son père dépense ses maigres économies dans la photographie. Dès l'âge de six ans, Steinmann acquiert des connaissances sur la manière de capter des images. À l'âge de douze ans, il se met à développer des photos en noir et blanc. Il travaille avec du matériel d'occasion qu'il acquiert grâce aux revenus de son commerce au marché aux puces local.

### Premiers films
À l'âge de huit ans, Steinmann emprunte la caméra Super 8 de son oncle. Il tourne son tout premier film, Zurich, un documentaire de cinq minutes, en 1969.
Plusieurs courts métrages familiaux suivent. Quatre d'entre eux ont reçu des récompenses.

### Premiers succès
En 1974, la télévision nationale suisse lance un concours de films pour la jeunesse basé sur le sujet "porte". Dans ce cadre, Steinmann réalise son premier long métrage Die Türe (La porte, 1975). Il donne les deux rôles principaux à ses amis, les futurs professeurs Peter Bürgisser (mathématiques et informatique) et André Bellmont (art). Ce crime-mystère-farce est diffusé à la télévision nationale suisse le 10 avril 1976, accompagné d'une interview de Steinmann et d'une critique du nommé aux Oscars Markus Imhoof,,.
Une série de courts métrages et de documentaires suivent, notamment :
- Die Flutkatastrophe (L'inondation catastrophique, 1977) a été qualifié de premier film Suisse sur les catastrophes. Il représente la rupture d'un barrage majeur qui inonde ensuite la métropole de Zurich. Ce film a remporté de nombreux prix et a été diffusé sur la télévision nationale suisse le 4 novembre 1978[6],[10],[11].

- Die Maschinentiere (Les animaux-machines, 1977) est un documentaire de 22 minutes qui analyse l'élevage de batterie par rapport à l'agriculture classique. Ce film a également été récompensé à plusieurs reprises[12].

## Carrière

### Des ambitions cinématographiques qui progressent

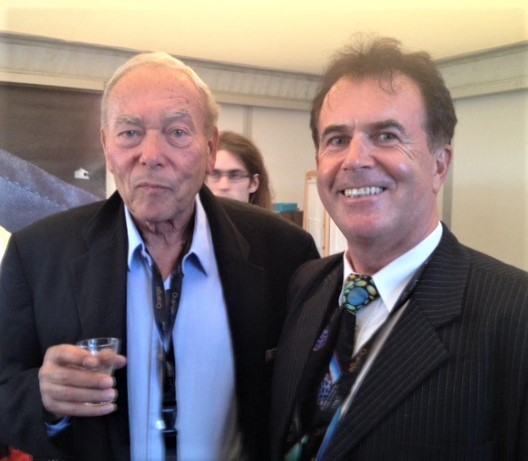
Roger Steinmann (droite), avec le réalisateur français, Yves Boisset, au festival de Cannes 2015

Encore adolescent, Steinmann avait l'intention de réaliser des projets de fiction à plus grande échelle basés sur ses scénarios. Entre 1978/79, il commence l'écriture d'un scénario intitulé Krebs ! (Cancer !) sur le virus mortel dans l'organisme d'une femme, mettant en scène l'organisme d'une ville attaquée par un monstre-crabe de type Godzilla. En allemand, Krebs a la double signification de « cancer » et de « crabe ».
En raison du budget important requis notamment pour les effets spéciaux, ce projet a été interrompu. Néanmoins, Steinmann reste actif dans diverses fonctions, au cinéma mais aussi au théâtre.

### Activités théâtrales
Entre 1982 et 1988, Steinmann s'est également tourné vers le théâtre avec notamment :
- 1982 : Beschti Referenze (alias Buchhalter Noetzli / Comptable Noetzli) avec Steinmann comme producteur et metteur en scène de la pièce de Hans Schubert[13],[14] ;

- 1986 : Achtung-Fertig-Los ! (alias Nume Theater mit em Sunntigsbsuech / À vos marques, prêts, partez !) en tant que producteur et scénariste, sous la direction de Markus Imthurn. Au cours des 35 années qui ont suivi, Imthurn est devenu le plus proche collaborateur de Steinmann [15],[16] ;

- 1988 : Schelmereie (Douce tricherie) comme metteur en scène au théâtre d'Oberentfelden, en Suisse[17].

### Hollywood
À partir de 1991, Steinmann vit alternativement à Los Angeles. Il y écrit plusieurs scénarios sur commande, seul mais surtout en association, par exemple Bum and the Kid avec Scott Steindorff,, des ébauches, par exemple Love of my Life avec Don Mankiewicz, ainsi que des réécritures comme Metalbeast.
Les idoles de Steinmann sont Billy Wilder qui se rapproche le plus de son idéal de récit élégant combiné à une intrigue serrée, William Wyler dont la brillante mise en scène a capté la plupart des prix, et John Huston pour son œuvre fascinante et sa vie personnelle aventureuse.

### Illusion Infinity(aliasParadise, 2004)
Parmi les nombreux projets de Steinmann, Illusion Infinity (alias Paradise) a attiré l'attention du directeur de casting Gerald I. Wolff. Il réussit à engager six acteurs hollywoodiens bien connus : Dee Wallace, Mickey Rooney, Timothy Bottoms, Barbara Carrera, Martin Kove, Theresa Saldana, et Lilyan Chauvin.
Illusion Infinity, sorti en 2004, a été qualifié de biopic, mais il s'agissait en fait d'un scénario original de Steinmann sur la supposée vraie chanteuse de Las Vegas, Patricia Paradise (jouée par Dee Wallace), et sur sa quête interminable de l'âme sœur ainsi que d'un foyer qu'elle appelle "Shangri-La",,.

### The PartykillersetLadies First
En 2014, la star de cinéma thaïlandaise Mike Angelo apparaît dans The Partykillers, une comédie déjantée sur l'humble inventeur d'un ours en peluche magique qui gâche lors des fiançailles d'un fabricant de jouets. Ce scénario est écrit par Steinmann entre 1995 et 1998, en collaboration avec Rodney Heeringa.
Mais un autre concept de comédie déjantée convenait aussi au talent d'Angelo : l'histoire d'un chanteur masculin qui ne connaît le succès que lorsqu'il se produit en tant que femme, attirant à la fois un père et sa fille. Après qu'Angelo ait accepté de jouer ce double rôle, Steinmann écrit le scénario de Ladies First en 2015. Les acteurs Suisses Beat Schlatter et Pascal Ulli ont confirmé leur intérêt, le dernier étant également coproducteur,,,.
Ladies First est actuellement développé à Hollywood.

### PhonY(en production)
Notre monde est atteint par le phénomène de surutilisation et de dépendance des téléphones portables. Que se passerait-il si tous les téléphones portables et les ordinateurs devenaient inutilisables ? Ce sujet a donné naissance au scénario de PhonY, écrit entre 2016 et 2018, avec une interactivité unique entre des segments à Los Angeles, en Suisse, en Australie, en Thaïlande et au Canada,,.
Le tournage commence en Suisse au printemps 2018 avec Pascal Ulli et Gilles Tschudi ; il a été suivi par le segment thaïlandais. Les autres segments avec Burt Reynolds et Barbara Carrera étaient prévus à Los Angeles pour octobre 2018,. Cependant, un mois auparavant, Burt Reynolds décède prématurément et la production s'arrête temporairement,. La sortie du film était prévue en 2020 ; donc la situation terrible de Covid-19 concernant le cine mondiale a retardé le tournage du dernier segment.

### Activités théâtrales renouvelées
En raison de l'inactivité cinématographique au printemps 2020, Steinmann se tourne à nouveau vers le théâtre.
Entre avril et septembre 2020, il a créé WIN=WIN, une farce limitee à deux characteres sur la distanciation sociale.  Il a adapté l'original ainsi en anglais. Depuis novembre 2020, la première est en préparation, Steinmann en fonction de producteur et réalisateur . Des acteurs réputés s'intéressent aux rôles, entre autres l'American Timothy Bottoms et l'Allemand Karl Dall 
En réponse à la demande du secteur du théâtre amateur, Steinmann a modernisé son farce-théâtre Farce de 1986 Nume Theater mit em Sunntigsbsuech (que en allemand), également à l'automne 2020.

## Travaux philosophiques
Pendant l'interruption du tournage de Steinmann, de 2004 à 2013, ce dernier étudie la théorie philosophique "Forme contre contenu dans l'utilisation pratique", une analyse de la vie sociale mondiale contemporaine. Ce sujet particulier est constamment abordé dans les travaux de Steinmann : les thèmes de la distinction entre le paraître et le réel, le faux et le fait, le faux et le vrai sont même évidents dans ses films, comme dans Illusion Infinity et PhonY.

## Autres activités et faits
De 1978 à 1981, Steinmann fait ses études à la Swiss Business School de Zurich.
En 1983, Steinmann invente un bouchon de bouteille automatique breveté en 1985,. La même année, il l'emporte sur 73 candidats dans le jeu télévisé allemand Alles oder Nichts (Tout ou Rien) avec un record d'audience en direct de 15 millions de téléspectateurs,,.
En 1984, Steinmann fonde la Rotsch AG, une société par actions, pour commercialiser son invention. Il a 22 ans et devient le plus jeune président d'une telle société en Suisse. Il vend cette entité en 1996.
En 1986, Steinmann commence une double occupation : outre ses activités artistiques, il travaille dans la distribution de cartes de vœux. Après ses premiers succès, il élargit l'activité de sa société en créant et fabriquant ses propres lignes de "cartes cadeaux de luxe". Son entreprise devient le leader du segment haut de gamme des cartes de vœux, en Suisse et dans d'autres pays européens.
En 1995, Steinmann fonde la société par actions SUNSET International AG pour produire des films.
Depuis 2010, Steinmann possède un hôtel-boutique, "Oasis Villa" à Phuket, en Thaïlande.
Steinmann vit alternativement à Zurich et à Phuket.
Steinmann parle couramment l'allemand, le français, l'anglais et l'espagnol, et a acquis des connaissances de base en portugais, italien et thaï.

## Filmographie

### Films
| Year    | Title                            | Director | Writer | Producer | Notes | Ref.   |
| ------- | -------------------------------- | -------- | ------ | -------- | --- | ------ |
| 1969    | Zürich                           | Oui      | Oui    | Oui      | First film; Short Documentary                                                                            |        |
| 1976    | Die Türe                         | Oui      | Oui    | Oui      | Short film; won TV-Competition, aired on Swiss TV                                                        | [ 42 ] |
| 1976    | Die Zwei vom Klub                | Oui      | Oui    | Oui      | Short film; won Award                                                                                    | [ 43 ] |
| 1976    | Die Welt steht Kopf              | Oui      | Oui    | Oui      | Short film; Experimental                                                                                 | [ 44 ] |
| 1977    | Die Maschinentiere               | Oui      | Oui    | Oui      | Short Documentary; won Top-Award by Swiss Animal-Protection-Association                                  | [ 45 ] |
| 1977    | Die Flutkatastrophe              | Oui      | Oui    | Oui      | Short film; won Award, aired in Swiss TV                                                                 | ,      |
| 1978    | Ein Tag in der Tierarztpraxis    | Oui      | Oui    | Oui      | Short film; won Top-Award by Swiss Animal-Protection-Association                                         |        |
| 1985    | Kamera: Albert G.                | Non      | Oui    | Non      | Short film; Line Producer                                                                                |        |
| 1987    | Achtung-Fertig-Los!              | Non      | Oui    | Oui      | Video | ,      |
| 1990    | Rotsch                           | Oui      | Oui    | Oui      | Commercial; Ursual Schaeppi in Dual-Role                                                                 |        |
| 1995    | Project Metalbeast (en)          | Non      | Oui    | Non      | Additional rewritte by Steinmann                                                                         | ,      |
| 2004    | Illusion Infinity (aka Paradise) | Oui      | Oui    | Oui      | Starring Dee Wallace, Mickey Rooney, Timothy Bottoms, Barbara Carrera, Martin Kove, and Theresa Saldana. | ,      |
| 2016/20 | PhonY                            | Oui      | Oui    | Oui      | Filming                                                                                                  | ,      |

### Théâtre (sélection)
- 1982 : Beschti Referenze (alias Buchhalter Noetzli / Comptable Noetzli), réalisé et produit
- 1985 : Achtung-Fertig-Los! (alias Nume Theater mit em Sunntigsbsuech), écrit et produit
- 1988 : Schelmereie, réalisé
- 1989 : Der Zahnklempner, écrit (non produit)
- 1990 : Sturmfrei, écrit (non produit)
- 2020 : Nume Theater mit em Sunntigsbsuech (alias Nur Theater mit dem Sonntagsbesuch), l'adaptation modernisée
- 2020 : WIN=WIN, original en allemand, adaptation en anglais (production et réalisation en cours de préparation)

### Scénarios non produits (sélection)
- 1978 : Krebs ![6]
- 1980 : Der Alptraum
- 1981 : 1234e émission de Was bin ich? (Que suis-je?)
- 1982 : Die Liebe meines Lebens, co-écrit avec/par Mario Gmür
- 1984 : Der Voyeur, co-écrit avec/par Markus Imthurn
- 1991 : Serendipity, co-écrit avec/par James Valentine
- 1992 : Bum and the Kid, co-écrit avec/par Robert Scott Steindorff, histoire de Steindorff
- 1993 : Love of my Life, co-écrit avec/par Don Mankiewicz, histoire de Steinmann/Mario Gmür
- 1994 : Adolphia, co-écrit avec/par James Valentine
- 1995-2014 : The Partykillers, histoire avec/par Rodney Heeringa, Markus Imthurn et Sidonia Held (en développement)
- 1996 : Le château dans le ciel, co-écrit avec/par Scott Strohmeier, histoire de Steinmann
- 1997 : 12 milliards
- 2005 : Assurance vie
- 2010 : Golddigger Mafia (La mafia des chercheurs d'or)
- 2015 : Ladies First (en cours de développement)